# 塔拉特·扎费里
塔拉特·扎费里（1962年4月15日—），北马其顿政治人物，第11任北马其顿总理。2017年至2024年间担任北马其顿共和国议会议长，2013年至2014年任北马其顿国防部长。他是北马其顿独立建国以来第一位担任总理的阿尔巴尼亚族。

## 早年经历
塔拉特·扎费里是阿尔巴尼亚族，1962年4月15日生于南斯拉夫馬其頓社會主義共和國戈斯蒂瓦尔附近的福里诺村，小学就读于附近的塞格拉内，在贝尔格莱德读初中及军事高中，之后在贝尔格莱德及塞拉耶佛的南斯拉夫人民軍陆军步兵军事学院就读。毕业后，塔拉特加入斯科普里的米哈伊洛·阿波斯托尔斯基将军军事学院，专门从事指挥和参谋工作。2013年，获国防硕士学位。
1985年至1991年，任南斯拉夫国防军军官，1992年至2001年，任马其顿共和国陆军军官。
2001年马其顿武装冲突期间，塔拉特以陆军高级军官身份指挥泰托沃兵营的军队。4月28日韦切大屠杀当天，他担任军营指挥官。几天后，他脱离部队，以化名“福里诺指挥官”加入阿尔巴尼亚人组建的民族解放军，担任第116旅旅长，对抗北马其顿政府军。2001年，依照《奥赫里德协定》获得大赦。

## 政治生涯
2002年，塔拉特成为民主一体化联盟的议会代表，该党由已解散的民族解放军成员组建。2004年至2006年，塔拉特出任副国防部长。2008年至2013年，担任民主一体化联盟的议员，与保守党马其顿内部革命组织—马其顿民族统一民主党组成议会联盟。2012年，塔拉特在议会采取冗長辯論策略，阻止一项为马其顿战争老兵提供福利的法案获得通过。
2013年，塔拉特获民主一体化联盟提名为尼古拉·格鲁埃夫斯基政府的国防部长，接任辞职的法特米尔·贝西米。然而塔拉特的提名触发马其顿人及阿尔巴尼亚人抗议。塔拉特表示，他的目标是让军队成为“共存、宽容和尊重差异的象征”。
2019年11月26日，阿尔巴尼亚发生地震，塔拉特率领北马其顿的阿尔巴尼亚族政治代表团到访震中，向阿尔巴尼亚总统伊利尔·梅塔表示哀悼。

### 议长
2017年4月，在阿尔巴尼亚族政党和反对党馬其頓社會民主聯盟的支持下，塔拉特出任议会议长，引发国会大楼骚乱。示威者闯入议会大楼，殴打记者及议员，之后被警方驱离。马其顿内部革命组织—马其顿民族统一民主党称事件为政变。

### 总理
2024年1月25日，塔拉特随迪米塔尔·科瓦切夫斯基政府辞职。按照《普日诺协议》，塔拉特担任技术政府主席，直至5月8日举行的议会选举选出新一届政府。